# سرپل ذهاب
سَرپُل‌ذَهاب (کردی:سەرپێڵ زەهاو) یکی از شهرهای استان کرمانشاه و مرکز شهرستان سرپل ذهاب است که با ارتفاع ۵۵۰ متر،در ۵۱۳ کیلومتری جنوب غربی تهران و ۱۱۰ کیلومتری غرب شمالی کرمانشاه، سر راه کرمانشاه به قصر شیرین و گیلان غرب، قرار دارد
.
این شهر در ۴۵ درجه و ۵۲ دقیقه طول شرقی و ۳۴ درجه و ۲۴ درجه عرض جغرافیایی و در غرب کشور و منتهی‌الیه شیب ارتفاعات زاگرس بر سر راه بین‌المللی تهران – بغداد موسوم به جاده کربلا واقع گردیده‌است.
این شهر مرزی ایران در زمان جنگ ایران و عراق به شدت آسیب دید اما بعد از جنگ بازسازی شد.
در این شهر، زبان کردی به‌ عنوان زبان گفتاری  و زبان فارسی به‌عنوان زبان آموزش و مکاتبات رسمی، توسط اهالی شهر مورد استفاده قرار می‌گیرند.
روستای خان‌نشین ریخک علیا که محل سکونت قشلاقی ایل بیداقی کلهر می‌باشد در این شهرستان واقع شده که محل سکونت خوانین بزرگی چون شاهمرادخان(شامارخان)کلهر ، رضاخان کلهر ، مرادخان کلهر و خان باباخان کلهر در گذشته بوده است.
وزیرمختار وقت بریتانیا هنری راولینسون طبق گزارش های خود در سفرنامه گذر از ذهاب تا خوزستان با مراد خان کلهر در این روستا دیدار داشته است. 

## تاریخچه
شهر سرپل ذهاب بر اساس مطالعه آثار باستانی و کتیبه‌های آن از قبیل کتیبه و سنگ نوشته آنوبانینی پادشاه لولوبی‌ها (که قدمت آن ۴۸۰۰ سال است) که در ضلع شمال شرقی که بر سینه رشته‌کوه زاگرس حک شده‌است، یکی از باستانی‌ترین شهرهای دنیا (و بر اساس مستشرق مشهور راولینسون، هشتمین شهر باستانی دنیا) محسوب می‌شود. کتیبهٔ آنوبانی‌نی یکی از قدیمی‌ترین و به عبارتی اولین هنر معماری روی سنگ آسیا به‌شمار می‌رود.  کتیبهٔ بیستون ۲۰۰۰ سال بعد از حک این کتیبه حکاکی شد و از خیلی جهات به نقش برجستهٔ آنوبانینی شباهت دارد و این‌گونه حدس زده می‌شود که کتیبهٔ بیستون را با تقلید از این کتیبه خلق کرده‌اند.
از دیگر آثار باستانی شهرستان سرپل‌ذهاب می‌توان به نقش آنوبانینی دکان داوود، طاق گرا، قلعه گبری و چند اثر باستانی و تاریخی دیگر اشاره نمود. گستردگی بازهٔ تاریخی این آثار باستانی، به روشنی گویای تداوم تمدن در این شهر در طول تاریخ می‌باشد.
سرپل ذهاب در طول تاریخ کهن خود، با اسامی مختلفی شناخته شده‌است از جمله پاتیر که مربوط به دوران لولوبی‌ها و مادها می‌باشد (پاتیر در زمان لولوبی‌ها نام کوه داخل شهر سرپل ذهاب بوده و بعدها به نام شهر معروف شده‌است، یا شاید آنچنان که دیاکونوف در" تاریخ ماد "معتقد است که «باتیر» که قدیمی‌ترین نام سرپل زهاب است نام یکی از نیاکان زرتشت بوده‌است) و نیز حلوان که بیش از بقیه نامها معروف است. برخی این اسم را برگرفته از اسم رود گذرنده از این شهر (الوند) می‌دانند.
آشوری‌ها از این شهر به نام کالمانو یاد کرده‌اند. در زمان ساسانیان این ناحیه استانی به نام خسرو شاد فیروز بوده‌است. در کتاب‌های تاریخی و جغرافیا، ذهاب را به صورت زهاو (زهاو در کردی به معنی آب خیز است که از دو واژه زه + آو به معنی آب ساخته شده‌است) نگاشته‌اند و آن را مرکز ناحیه حلوان معرفی کرده‌اند. در دوران خلفای عباسی، این ناحیه تابع حکومت بغداد بود ولی بعدها به استثنای دوران زندیه و قاجاریه (تا سال ۱۳۳۸ ه‍.ق) که توسط پادشاهان عثمانی اداره می‌شد همیشه جزء قلمرو ایران بود.
حلوان شهر مهم ساسانی‌ها و پایتخت ۱۵۶ساله بنوعنازیان است. «ابن خلدون» قدیمی‌ترین آثار تمدن آسیا را در این شهر مشاهده کرد و «راویلینسون» آن را یکی از هشت شهر باستانی دنیا می‌داند. 

## وجه تسمیه
نام سرپل زهاو به این دلیل است که در این محل پلی بر روی رودخانه حلوان الوند قرار داشته که در سال ۱۳۴۵ ش تخریب شده.

## جمعیت
بر پایه سرشماری عمومی نفوس و مسکن در سال ۱۳۹۵ جمعیت آن ۴۵٬۴۸۱ نفر (۱۲٬۸۵۰ خانوار) بوده‌است.

### زبان
زبان مردم این شهرستان کردی و لهجه‌ی کلهری و لهجه‌ی سورانی جافی است .

### فرهنگ

#### سالن‌های سینما
در گذشته سینمایی به نام سینما شهرام در شهر سرپل ذهاب فعالیت می‌کرد. در حال حاضر شهر سرپل ذهاب فاقد سالن سینما است.

## اقتصاد
شغل اصلی مردم سرپل ذهاب کشاورزی و دامداری است و فراورده‌ها و محصولات کشاورزی شهرستان نیز شامل گندم، جو، برنج و بنشن، کنجد، گیاهان علوفه‌ای، ذرت، انواع تره بار، سیب، گلابی، انار، انگور و انجیر می‌باشد.

## آثار دیدنی
- نقش‌برجسته آنوبانی‌نی (کهن‌ترین کتیبهٔ سنگی آسیا)
- دکان داوود
- آرامگاه احمد بن اسحاق
- سرابگرم
- آبشار پیران
- باغ‌های گلین
- ارتفاعات دالاهو
- منطقه پاطاق
- مال یاسین

## زمین لرزه سال ۹۶
زمین لرزه شدیدی ساعت ۲۱:۴۸ شامگاه ۲۱ آبان ۹۶ با قدرت ۷٫۳ درجه در مقیاس ریشتر استان‌های کرمانشاه، ایلام و کردستان و بخش‌های گسترده‌ای از غرب و شمال غرب کشور را لرزاند.
کانون این زلزله به علت نزدیکی به شهر سرپل ذهاب بیشترین خسارت را به این شهر وارد کرد. در این زلزله شهر خسارت زیادی دید و بیش از ۷۳۸ کشته بر جای گذاشت. این زلزله به جز عراق در کویت، ترکیه و بحرین نیز حس شد.
پس از زلزله کرمانشاه برخی از منابع خبری از ویرانی‌های زیادی خبر دادند
حجم خرابی‌ها به حدی زیاد بود که آوار برداری تا ماه‌های بعد هم ادامه داشت. معاون عمرانی استاندار کرمانشاه اعلام کردند تعداد کشته‌های ساکن مسکن مهر به صد نفر رسیده‌است.

### زمین لرزه سال۹۷
پس از زلزله سال۹۶ و پس لرزه‌های آن در روز یک شنبه چهارم آذر ماه سال ۹۷ هجری شمسی در ساعت۲۰:۰۷:۳۱ بار دیگر زلزله ای به قدرت ۶/۴ درجه در مقیاس ریشتر این شهر را لرزاند که مدت زمان این زلزله سی ثانیه بود.
تعداد مصدوم‌های این زلزله۷۷۰ نفر اعلام شده و تلفاتی تاکنون گزارش نشده و هنوز آمار دقیقی در دست نیست.